# 国際文民事務所
国際文民事務所（International Civilian Office）は、アハティサーリ案に基づいてコソボ政府による施政を監督する国際機関。

## 概要
コソボ地位問題を仲介していたアハティサーリ国連特使が、コソボ自治州のセルビアからの国際的監督下での独立を認める「アハティサーリ案」（包括的解決案）を提示したことを受け、アメリカ、イギリス、フランス、ドイツ、イタリアのロシアを除く連絡調整グループ（CG）諸国は、同案に基づくコソボ独立を支持。独立後、1999年のコソボ紛争以来展開している国際連合コソボ暫定行政ミッション（UNMIK）に代わって独立コソボを監督する機関として国際文民事務所を新設し、徐々にUNMIKから権限を移譲していくこととしていた。類似する機関として、デイトン・パリ和平合意に基づきボスニア・ヘルツェゴビナを監督する上級代表事務所（OHR）がある。

## 国際運営グループ（ISG）
国際運営グループ（International Steering Group）は、コソボ独立を推進するアメリカ、イギリス、フランス等で構成。ICOによるコソボ監督の基本方針を決定し、国際文民代表（後述）を任免する。ボスニア・ヘルツェゴビナにおける和平履行評議会（PIC）に相当する。

## 国際文民代表

### 概要
国際文民事務所の長は、国際文民代表（International Civilian Representative、ICR）である。国際文民代表は、EUの特別代表（欧州連合特別代表（EUSR））も兼務する。ボスニア・ヘルツェゴビナにおける上級代表（HR）に相当する。

### 人事
現在の国際文民代表は、ピエター・フェイス（Pieter Cornelis Feith）（前欧州連合理事会総事務局E総局次長）。

## 組織
現在、約89名の職員（アメリカ、EU加盟国、スイス出身者を含む）が以下の組織で勤務しており、最終的には約300名となる予定。
- Front Office
- 政策課（Policy Unit）
- 保安助言課（Security Advisory Unit）
- 社会課（Community Affairs Unit）
- 経済・財政課（Economic & Fiscal Affairs Unit）
- 法制課（Legal Unit）
- 報道・広報課（Press & Public Affairs Unit）
- 官房係（Administration Section）
- 保安課（Security Unit）
- ミトロヴィツァ事務所（Mitrovica Office）

## 権限
国際文民代表は、アハティサーリ案に基づき同案を実施するとの目的の範囲内で、コソボ政府に対する内政介入権がある。なお、コソボ憲法でも、国際文民代表の介入権限を明記している。
なお、コソボに展開する国際機関のうち、NATO主体のKFORは軍事面を、EUのEULEXコソボは司法警察面をそれぞれ担当するが、国際文民代表にはこれらの組織に対する直接の指揮命令権は無い。但し、国際文民代表は、兼任するEUSRの資格において、EULEXコソボと業務を調整する。

## 問題
当初、アメリカ、イギリス、フランスなどは、国際文民事務所は国連安保理決議第1244号にいう「国際文民プレゼンス」であり、国際文民事務所の設立とUNMIKからの権限委譲について国際連合安全保障理事会の承認を得ることを考えていた。しかし、コソボ独立に反対するロシアがかかる承認を与える可能性は無く、ためにセルビアやロシアは、国際文民事務所には法的根拠が無いとして設立に反対している。